# برايان برودهيرست
برايان برودهيرست (بالإنجليزية: Brian Broadhurst) (24 نوفمبر 1938 بشفيلد في المملكة المتحدة - 2006 بشفيلد في المملكة المتحدة) هو لاعب كرة قدم بريطاني في مركز مهاجم داخلي. لعب مع نادي تشيسترفيلد وHallam F.C. ‏ ونادي ليمنجتون وHeanor Town F.C. ‏ وLoughborough United F.C. ‏.